# Завец, Ханна
Ханна Элизабет Завец (англ. Hanna Elizabeth Zavecz; род. 21 августа 1985 года в Фицрое, Виктория, Австралия) — австралийская профессиональная баскетболистка венгерского происхождения, выступавшая в женской национальной баскетбольной лиге. На драфте ВНБА 2008 года не была выбрана ни одной из команд. Играла на позиции атакующего защитника и лёгкого форварда. Чемпионка женской НБЛ (2011).
В составе национальной сборной Австралии она стала победительницей чемпионата Океании 2011 года в Австралии и чемпионата Океании 2013 года в Австралии и Новой Зеландии.

## Ранние годы
Ханна Завец родилась 21 августа 1985 года в городе Фицрой (Виктория), внутреннем городе-пригороде Мельбурна, в семье Питера и Марианны Завец, у неё есть два старших брата, Том и Кристиан.